# Атеринообразные
Атеринообра́зные (лат. Atheriniformes) — отряд лучепёрых рыб. Встречаются всемирно в тропических и умеренных морях и пресноводных водоёмах. В основном это небольшие рыбы, удлинённые и имеют серебристый цвет, хотя существуют некоторые исключения.

## Классификация
В отряд включают следующие таксоны:
- Подотряд Atherinopsoidei
  - Семейство Atherinopsidae — Атеринопсовые
    - Подсемейство Atherinopsinae
    - Подсемейство Menidiinae

  - Семейство Notocheiridae
- Подотряд Atherinoidei
  - Семейство Isonidae
  - Семейство Atherionidae
  - Семейство Dentatherinidae
  - Семейство Melanotaeniidae — Меланотениевые[1]
    - Подсемейство Bedotiinae
    - Подсемейство Melanotaeniinae
    - Подсемейство Pseudomugilinae
    - Подсемейство Telmatherininae

  - Семейство Phallostethidae
  - Семейство Atherinidae — Атериновые
    - Подсемейство Atherinomorinae
    - Подсемейство Craterocephalinae
    - Подсемейство Bleheratherininae
    - Подсемейство Atherininae